# 羅卡雷東達島
羅卡雷東達島是厄瓜多爾的島嶼，位於伊莎貝拉島西北25公里的太平洋海域，屬於加拉帕戈斯群島的一部分，長0.31公里、寬1.4公里，面積0.03平方公里，最高點海拔高度70米，島上無人居住。